# Revermont
Pour les articles homonymes, voir Val-Revermont.
Le Revermont est une région naturelle de France située dans les départements de l'Ain, du Jura et sur une petite portion du département de Saône-et-Loire.
Le Revermont peut y être géographiquement défini comme les premiers contreforts de l'ouest du massif du Jura.

## Le Revermont naturel

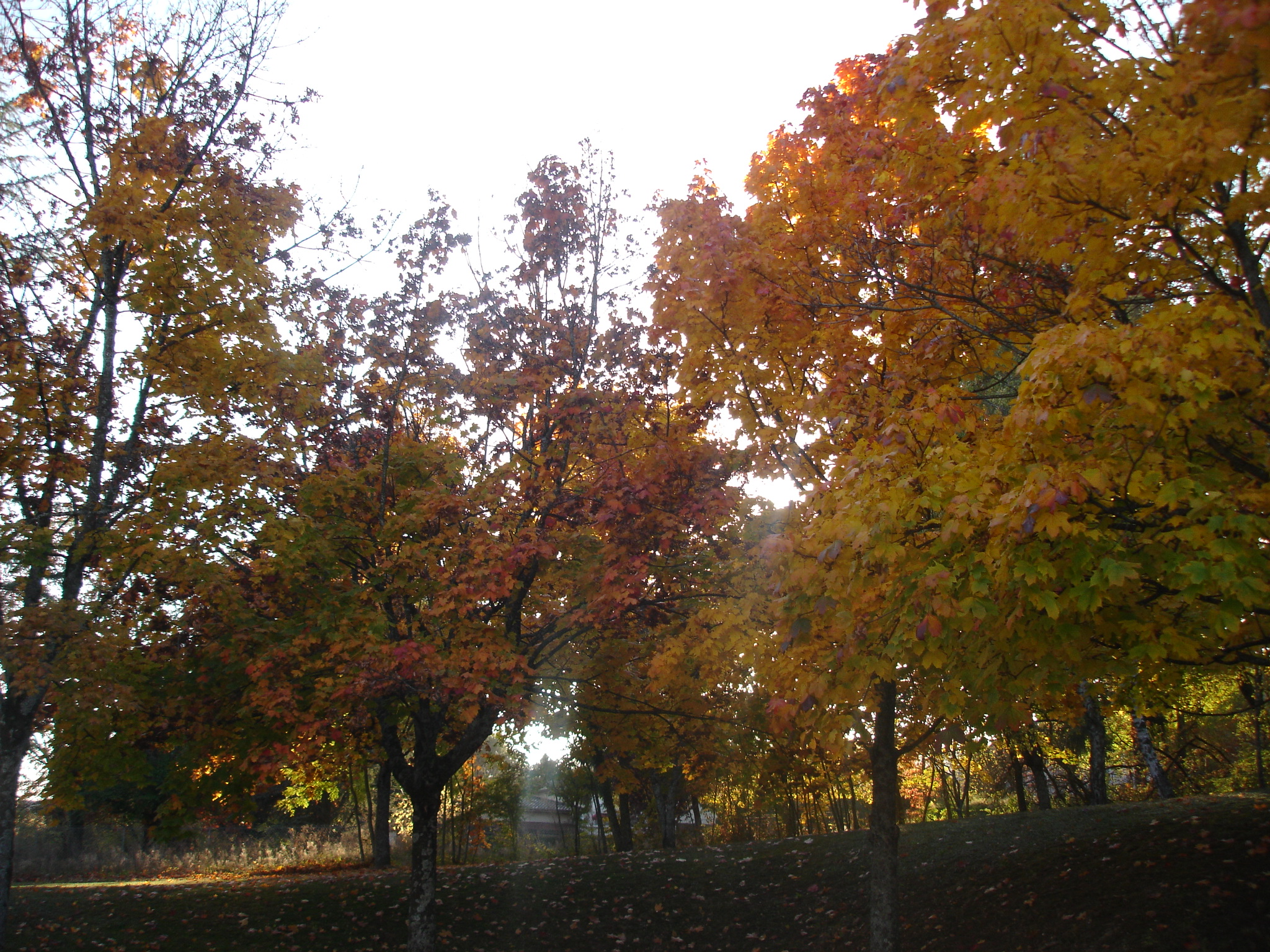
Automne en Revermont

Région naturelle de reliefs calcaires située au nord de la région Rhône-Alpes et au sud-ouest du massif du Jura, le Revermont est constitué par les premiers contreforts du Jura, depuis Lons-le-Saunier au nord, jusqu'à la rivière d'Ain à l'est et la ville de Pont-d'Ain au sud. Il s'étend d'ouest en est de la plaine de Bresse limitée par la route départementale 1083 qui relie Bourg-en-Bresse à Lons-le-Saunier doublée par l'autoroute A39, vers la vallée du Suran puis jusqu'à la vallée de l'Ain.
Ponctués de villages, les coteaux du Revermont s'étendent de Pont-d'Ain à Lons-le-Saunier, le long de la plaine de Bresse. Peu peuplée, c'est une région de basse-moyenne montagne qui regroupe des villages typiques dont la tradition viticole a disparu sauf à la lisière du Jura vers Lons-le-Saunier et dont l'activité des carrières de pierre a périclité ces dernières années.
Autrefois terre de vignobles, elle a conservé de nombreuses maisons vigneronnes en pierres de la région. Le sud avec les villages de Jasseron ou de Ceyzériat subit l'attraction de Bourg-en-Bresse ou se tourne vers le tourisme comme à Treffort-Cuisiat.

## Histoire du Revermont

### Toponymie
Le terme « Revermont » apparaît pour la première fois, en 974, dans une donation. Il tire son nom de Reversus Montis, « le revers du mont ».
La région est notamment attestée sous les formes Reversimontis en 1084, Revermont dès 1270, in Reversomonte en 1283, Reversi Montis en 1289, Revermontis en 1304, in Reversimonte en 1329 et Forestas de Reversomonte en 1416.

### Préhistoire
Les premières traces humaines remonte à environ 120 000 ans avant notre ère. De ce fait, ont ainsi été découverts des outils en silex, tels que des pointes de flèches ou de lance, à Ceyzériat.

### Moyen-âge
Les montagnes du Revermont furent au Moyen Âge la limite occidentale d'un vaste territoire possession de la famille de Coligny dénommé Manche des Coligny.
En 1283, Le comte de Bourgogne, Robert II, s’empare du Revermont, prend Treffort et se rend à Bourg ou est déjà le prince Amédée.
En 1285, le comte Othon IV de Bourgogne en abandonne la suzeraineté au duc Robert II de Bourgogne.
Le 16 août 1285, le Dauphin de Viennois reconnaît la suzeraineté du duc de Bourgogne sur le Revermont.
En 1289, le duc de Bourgogne vend le Revermont au comte de Savoie Amédée V, contre 16 000 livres en argent et 800 livres en terres. Le duc conservant la partie nord (environs de Cuiseaux).

## Le Revermont administratif

### Communes

#### Ain
Le Revermont s'étend sur les communes suivantes[réf. nécessaire] :
| - Bohas-Meyriat-Rignat - Ceyzériat - Cize - Coligny - Corveissiat - Courmangoux - Drom - Grand-Corent - Hautecourt-Romanèche - Jasseron | - Meillonnas - Montagnat - Nivigne et Suran - Pouillat - Pressiat - Ramasse - Revonnas - Saint-Étienne-du-Bois - Saint-Just - Salavre - Simandre-sur-Suran - Val-Revermont - Verjon - Villereversure |  |

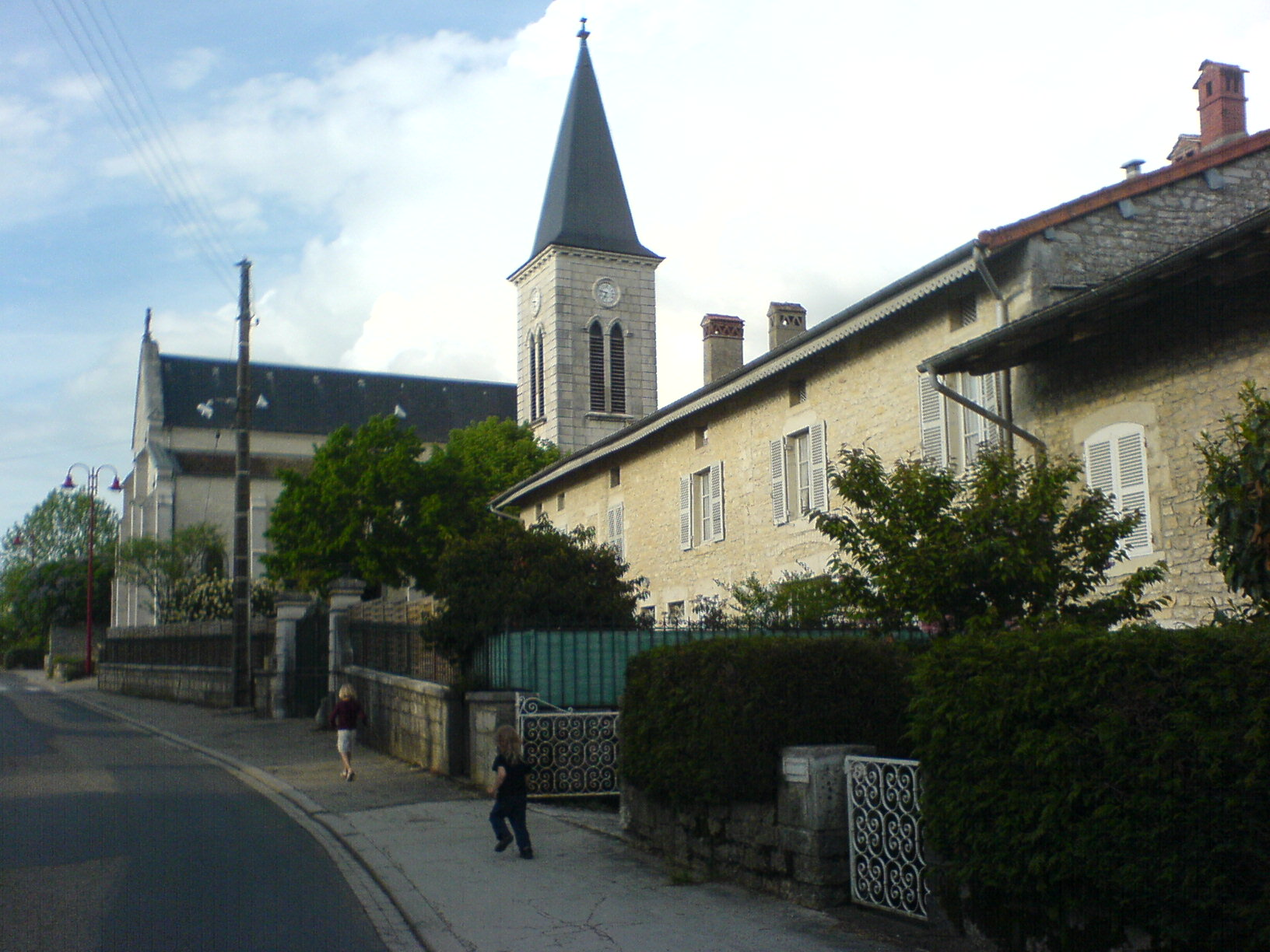
Simandre-sur-Suran
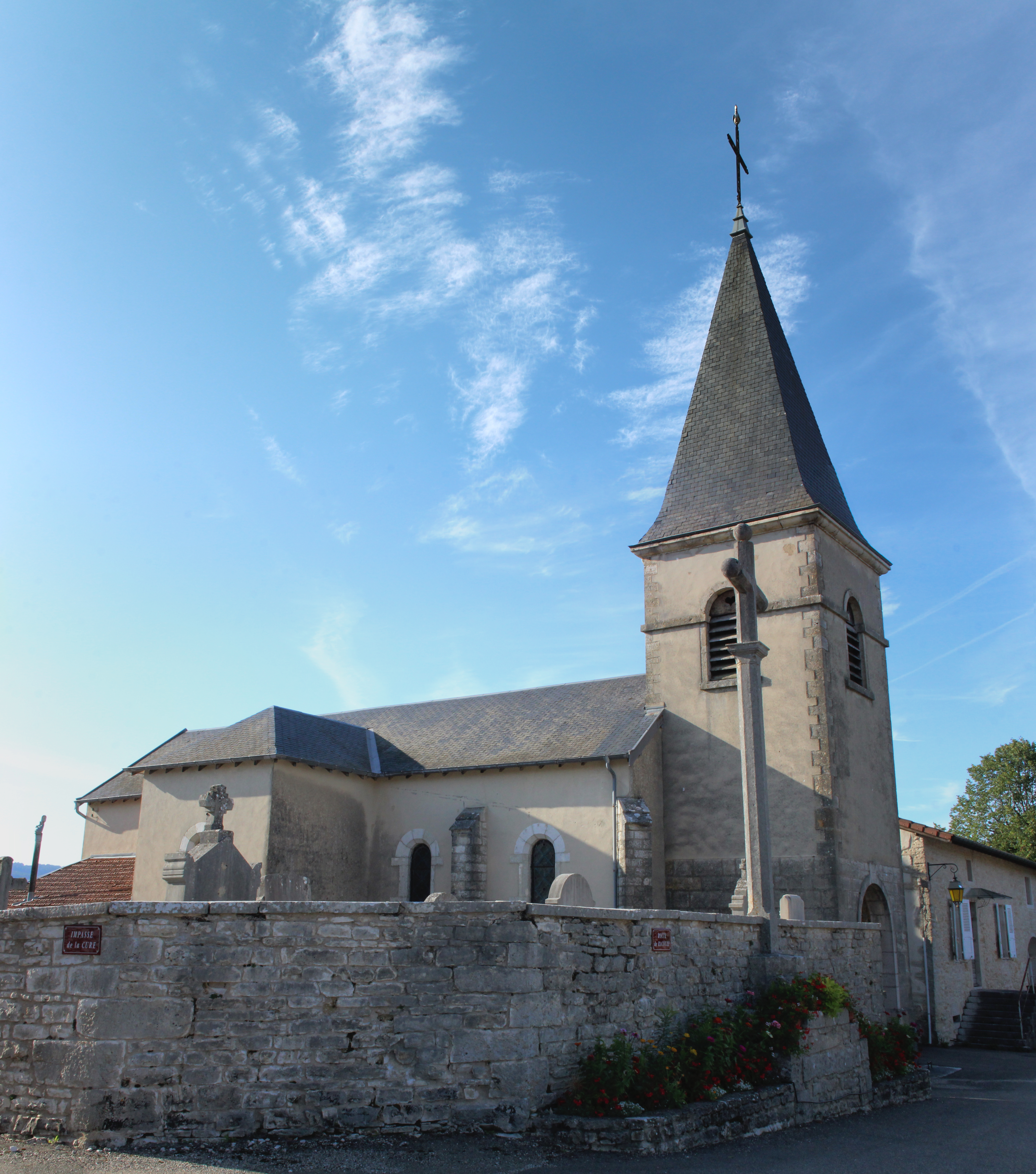
Grand-Corent
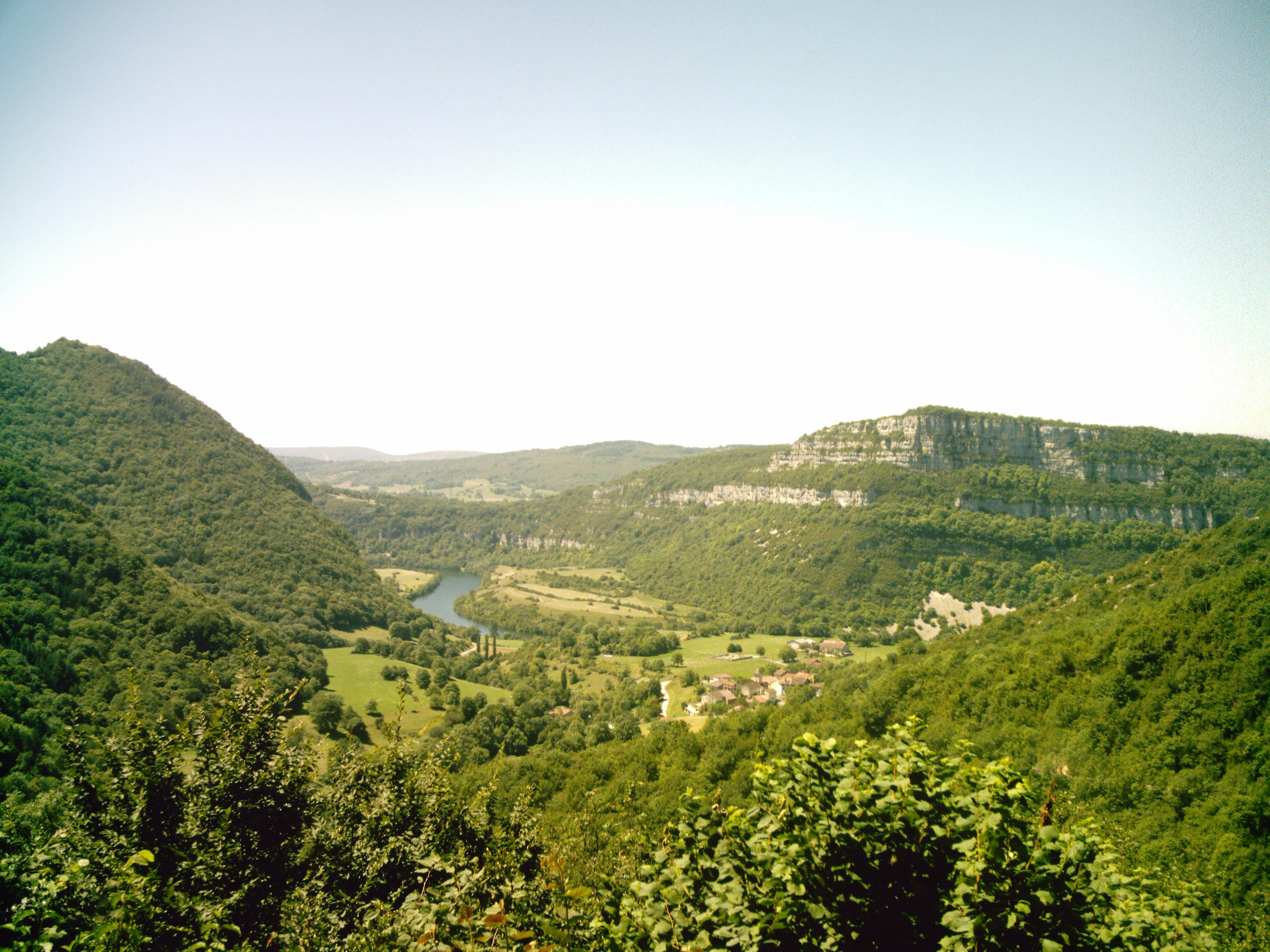
Vallée de l'Ain vers Cize-Bolozon
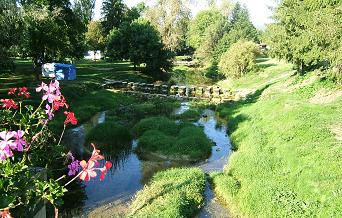
Vue du Suran à Simandre
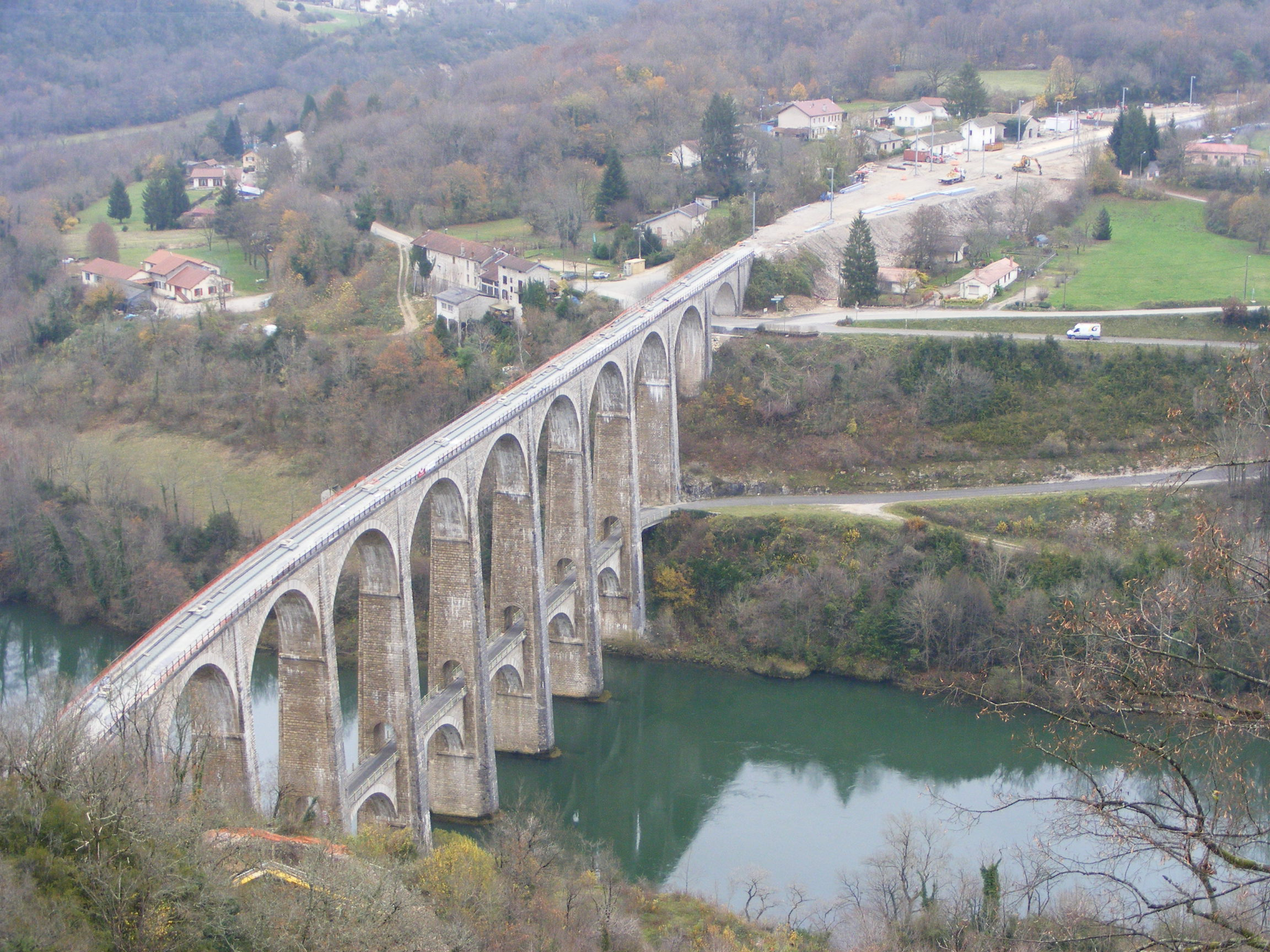
Viaduc de Cize-Bolozon
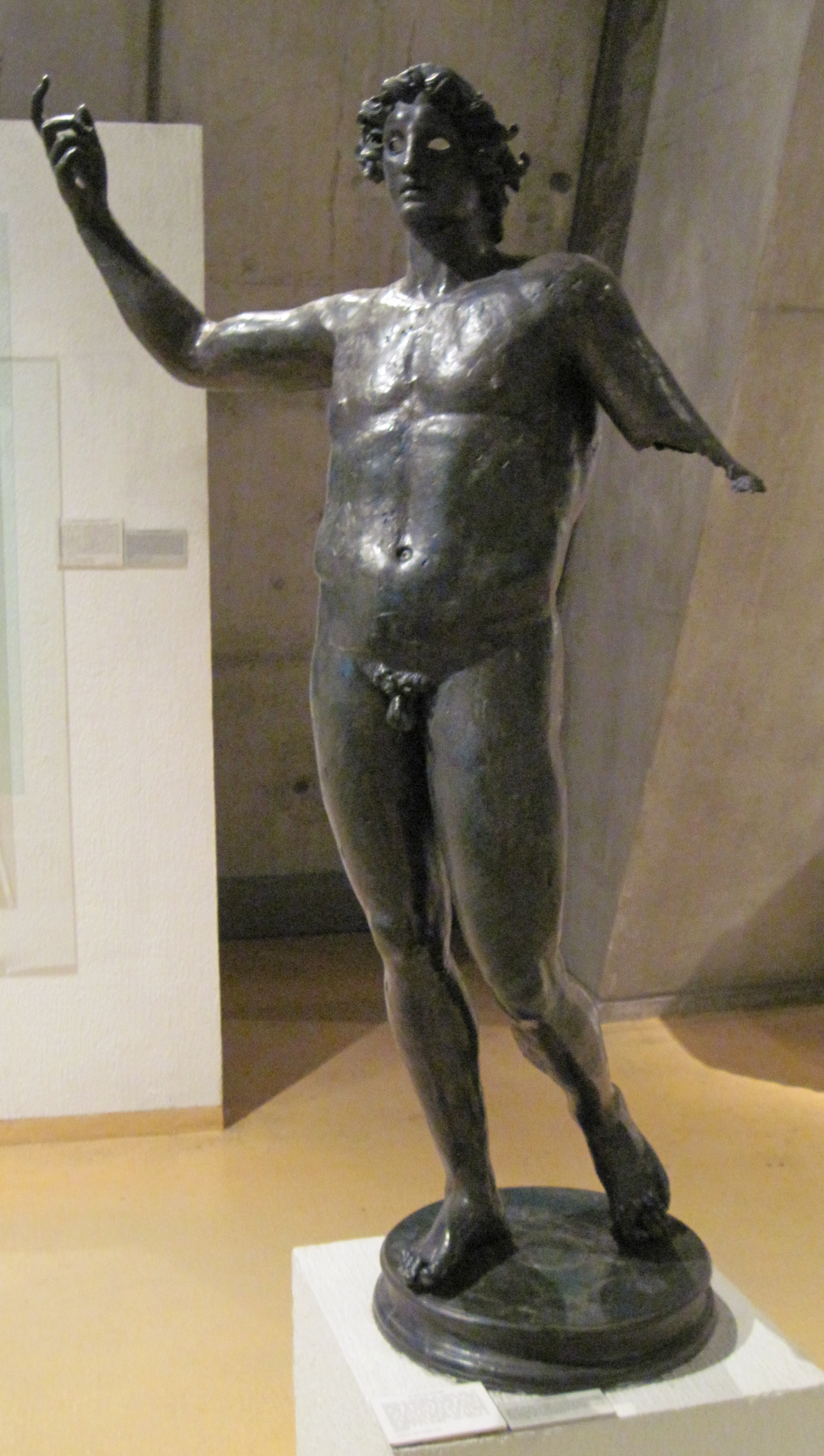
Le Dieu de Coligny
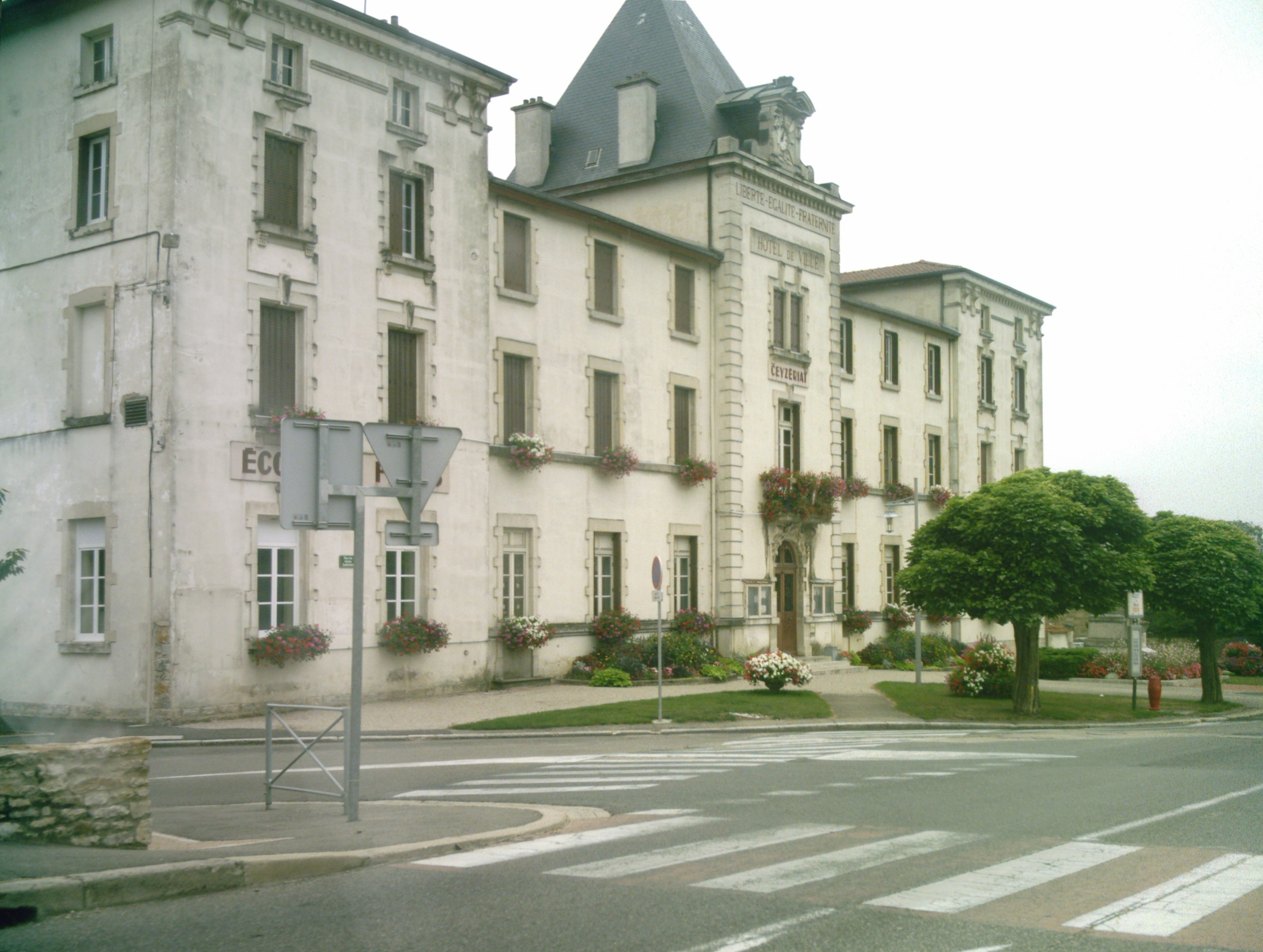
Ceyzériat : la mairie
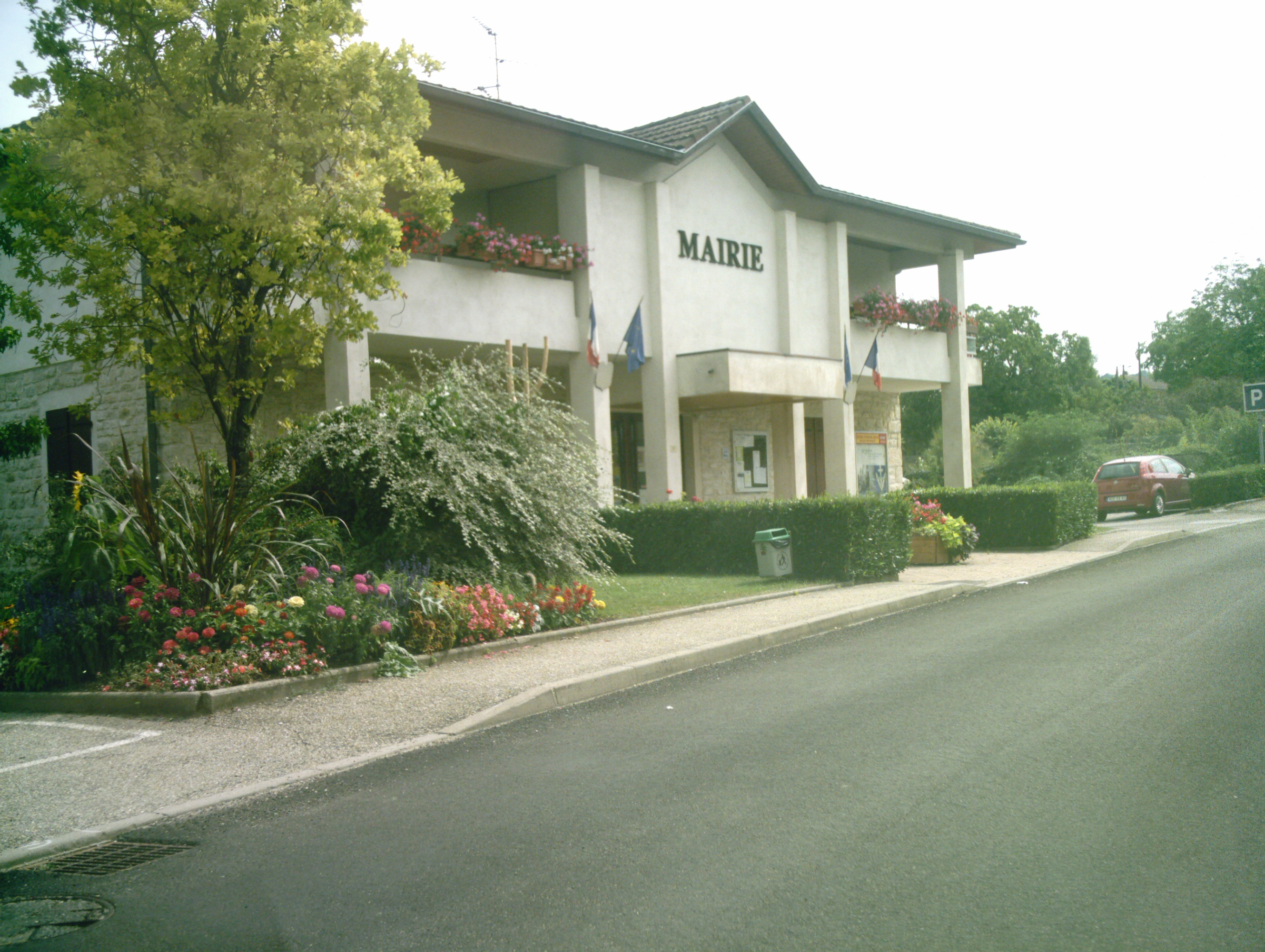
Hautecourt : la mairie
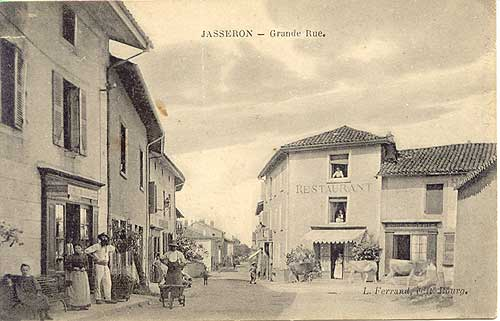
Jasseron en 1900

#### Jura
Il recouvre l'ensemble du canton de Saint-Amour.

#### Saône et Loire
Il occupe la partie est des communes de Cuiseaux, Champagnat et Joudes.

## Géographie du Revermont

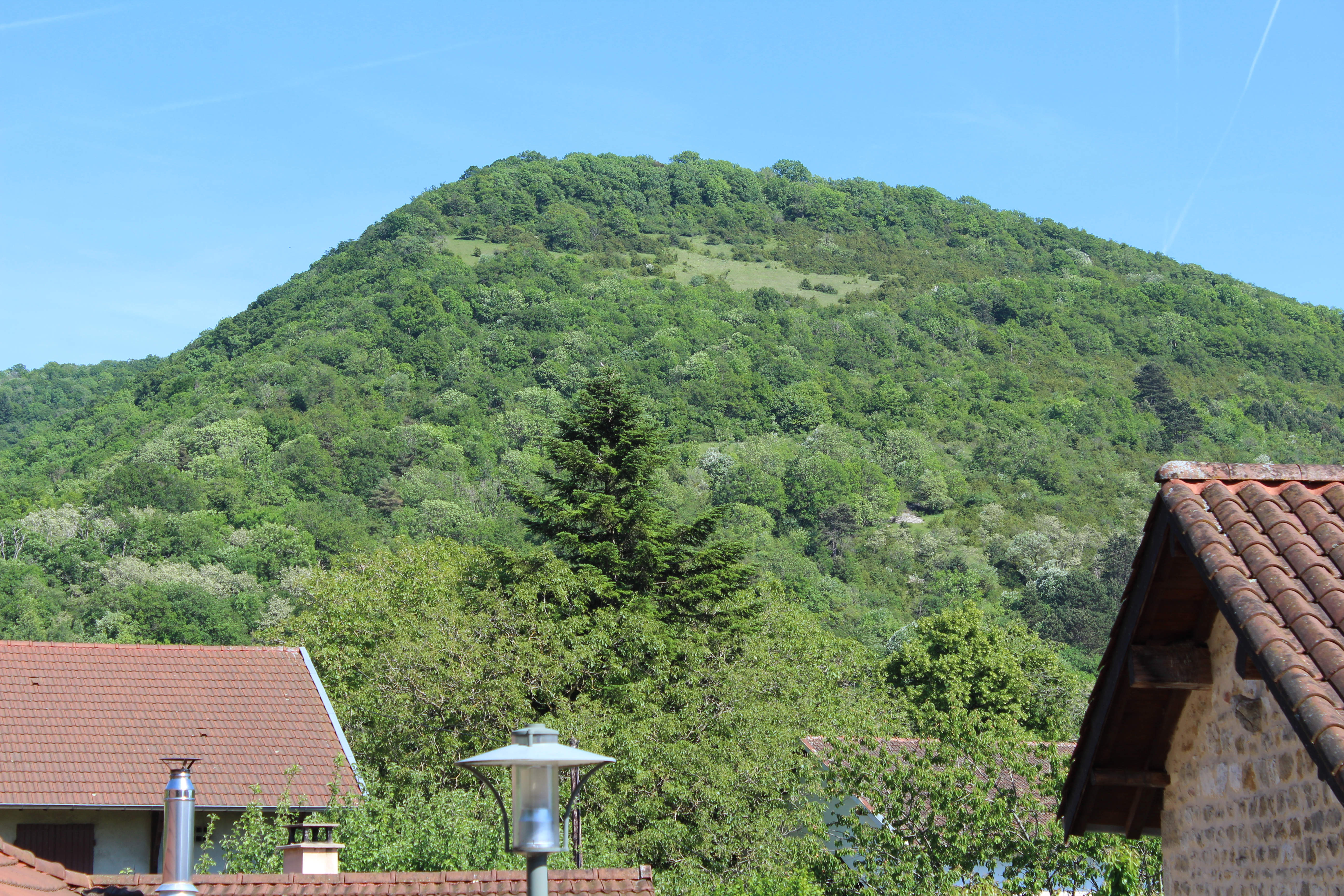
Le mont Châtel vu depuis Pressiat.

Ce nom désigne les communes situées entre la Bresse et la rivière d'Ain et s'étend de Pont-d'Ain à Lons-le-Saunier.
C'est une région de petite montagne qui couvre les premiers contreforts du Jura qui comprend globalement trois parties :
- La vallée du Suran, étroite saignée entre la Bresse et la vallée de l'Ain ;
- Le Revermont jurassien, pays de vignobles — le vin jaune en particulier — qui se prolonge ensuite au-delà de Lons-le-Saunier vers Poligny, Salins-les-Bains et Arbois ;
- Le Revermont aindinois, qui court au-dessus de la Bresse entre Pont-d'Ain au sud et Coligny au nord, puis de la lisière de la Bresse à l'ouest pour rejoindre la vallée du Suran et la vallée de l'Ain vers l'est.

Le Revermont est une région naturelle préservée qui chevauche les deux départements de l'Ain et du Jura, plus une minuscule partie de la Saône-et-Loire.
- Dans l'Ain, il recouvre : le canton de Ceyzériat (Revermont burgien et basse vallée du Suran), le canton de Treffort-Cuisiat (Revermont bressan et Suran), une partie du canton de Coligny (les communes de Coligny, Salavre et Verjon) ainsi qu'une partie de la communauté de communes Bresse Dombes Sud Revermont (Tossiat, Saint-Martin du mont et Journans).

- Dans le Jura, il recouvre : le canton de Saint-Amour (16 communes)[note 1], le canton de Beaufort (18 communes)[note 2] ainsi que le canton de Saint-Julien (16 communes). (vallée du haut-Suran)[note 3].
- En Saône-et-Loire, il recouvre : l'est du canton de Cuiseaux (3 communes).

En lisière de la Bresse le dénivelé avec la plaine située en contrebas donne un relief vigoureux et très pittoresque. L'altitude de la ligne de crête dominant la Bresse se situe souvent vers 550 m d'altitude. Globalement l'altitude de ces sommets augmente du nord vers le sud, les zones les plus élevées se trouvent dans le secteur de Cuiseaux - Chevreaux (forêt de la Perche, 647 m et Chalentine, 636 m) et de Val-Revermont (mont Myon, 666 m et mont Nivigne 768 m). De belles reculées ponctuent cette ligne de relief (Gizia, Montagnat le Reconduit, Salavre). Du point de vue géologique, le Revermont correspond à des plis anticlinaux calcaires chevauchant vers l'ouest. Les failles y sont nombreuses et des renversements de couche géologique peuvent être observés (grotte de la Balme, commune de Cuiseaux).
L'est du Revermont, plus sauvage, présente un relief karstique parsemé de nombreuses grottes, ainsi que d'appréciables belvédères sur la vallée de l'Ain.
Les terrains sont datés essentiellement du Jurassique inférieur et moyen. Néanmoins le Crétacé affleure dans le secteur de Cesancey et de Cuiseaux. Au contact de la Bresse, des conglomérats de l'oligocène affleurent (Cousance et de Coligny)[réf. nécessaire].

## Sites remarquables
La route des monts de Jasseron à Coligny est parsemée de villages typiques dont le chef-lieu de canton, Treffort-Cuisiat est très intéressant avec ses vieilles maisons en pierre qui s'étagent en flanc de colline comme ces vieux villages du midi construits sur des tertres pour échapper aux invasions barbares, puis qui descendent jusqu'à la plaine de Bresse où le village a depuis ces dernières années, tendance à se développer.
Les chemins de randonnées sont nombreux et permettent de découvrir des sites tels la chapelle de Montfort perchée sur un contrefort ou la route des crêtes par Lomont, le col des Justices et le col de France qui permet de redescendre sur Meillonnas. Meillonnas possède un savoir-faire en faïencerie, datant de 1760. C'est un village qui a conservé des maisons de pierre, certaines à colombages, son église gothique avec deux chapelles ornées de peintures à fresque des XIVe et XVe siècles qui sont classées monument historique.
Pressiat et le mont Myon, point remarquable du Revermont, est un centre de parapente. Le signal de Nivigne est le point culminant du Revermont avec ses 768 mètres. Treffort est marqué par son habitat vigneron, ses halles, l’église du XIVe siècle, le lavoir de la Platte et son chemin de ronde, son musée du Revermont. Pressiat et les trois monts, mont Myon (site classé), Mont Nivigne et mont Chatel.
Le vallon des faulx, à Ceyzeriat, avec la cascade de la Valliere et la grotte des Compagnons de Jehus d'Alexandre Dumas

Vues du sentier Mémoire de pierre
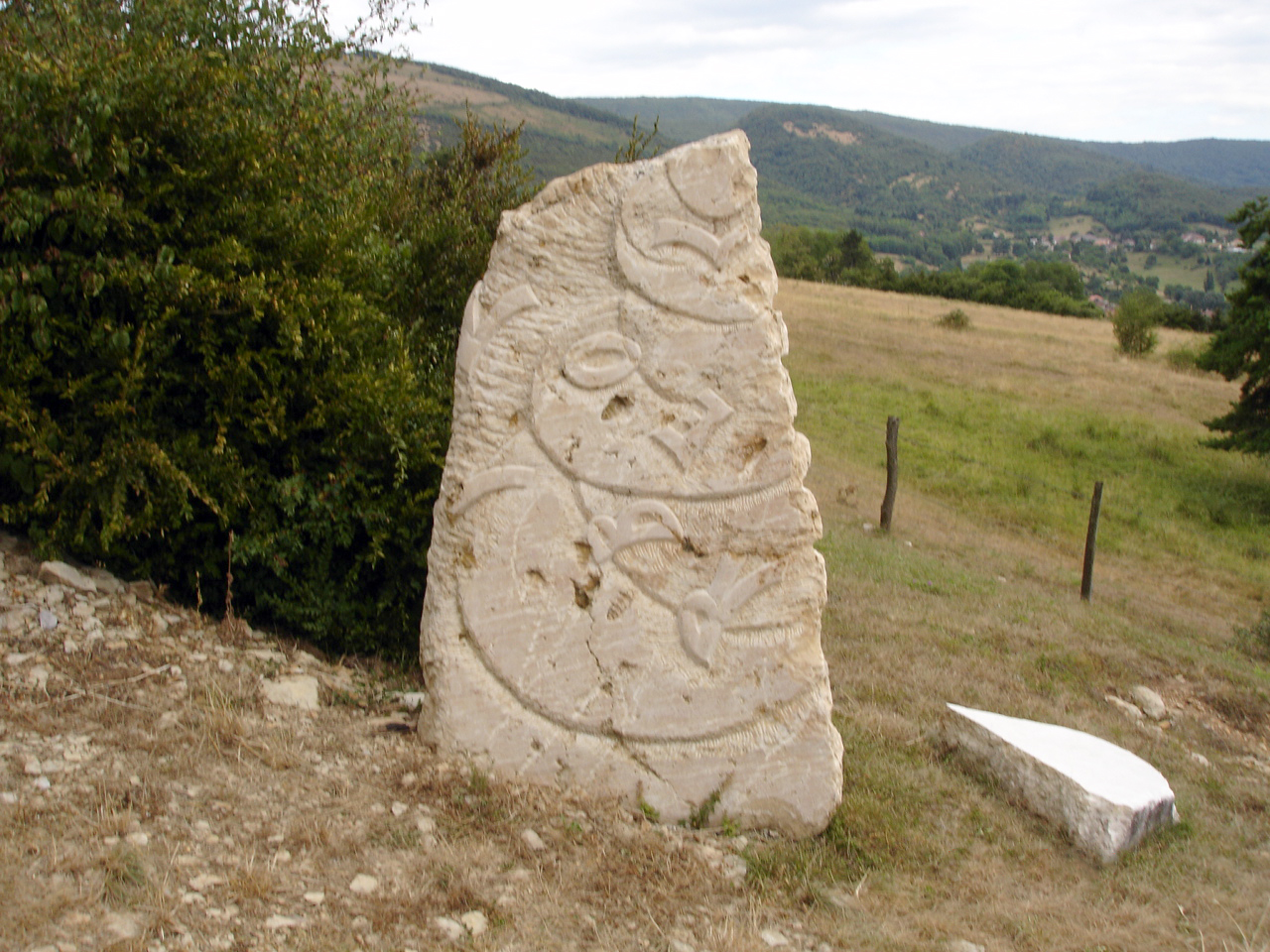
Pierre plantée.
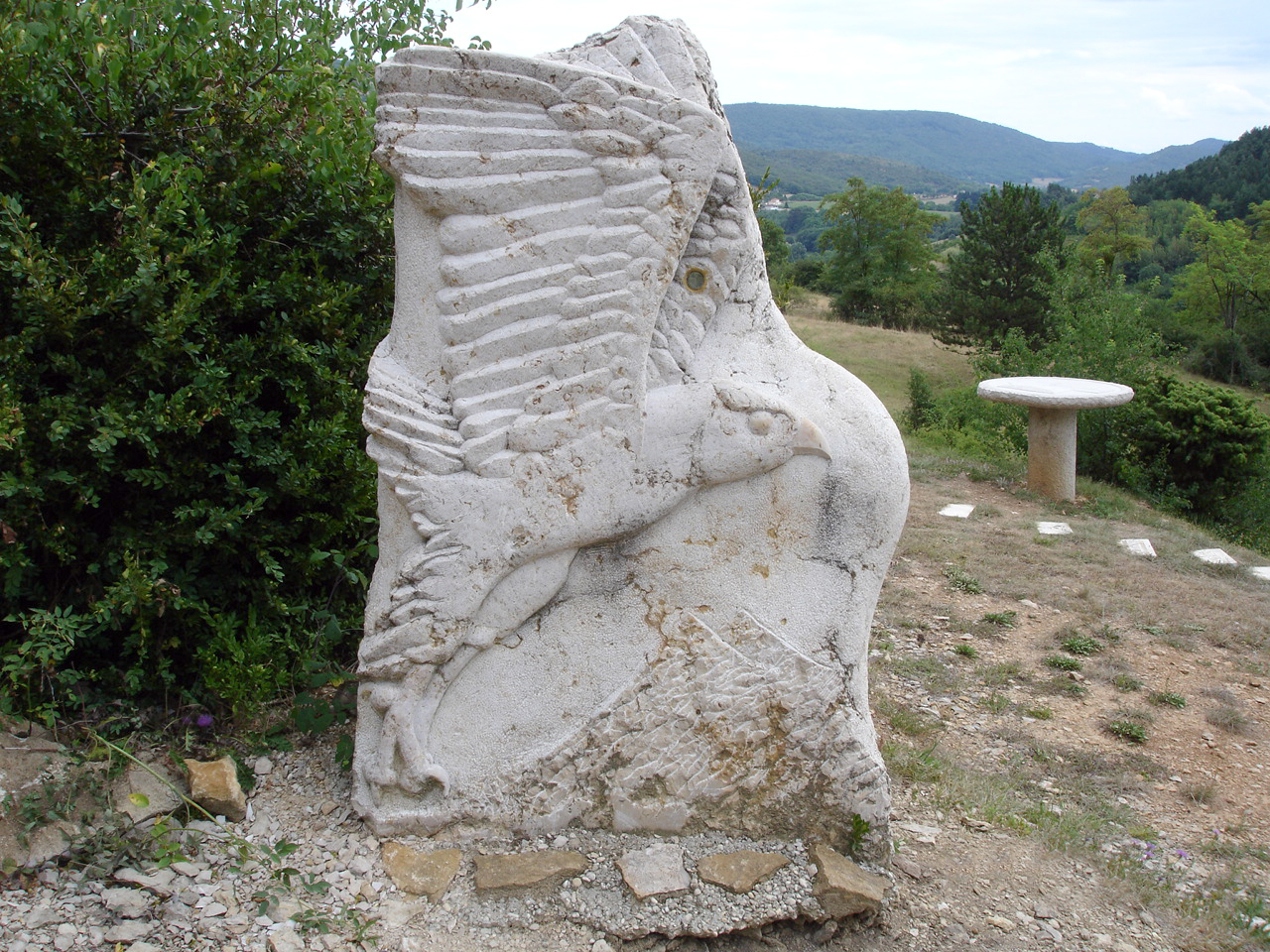
L'aigle.
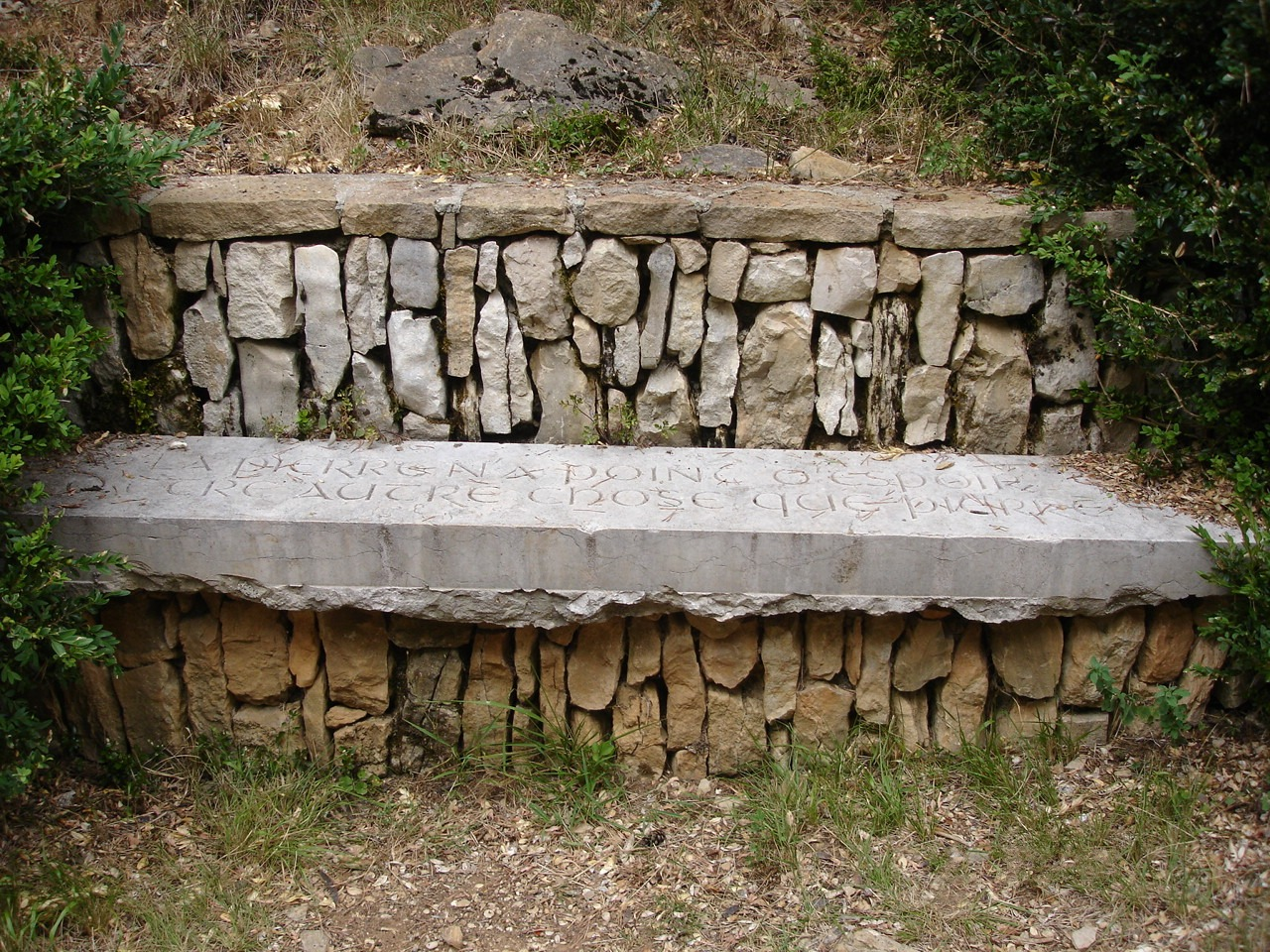
Le banc.
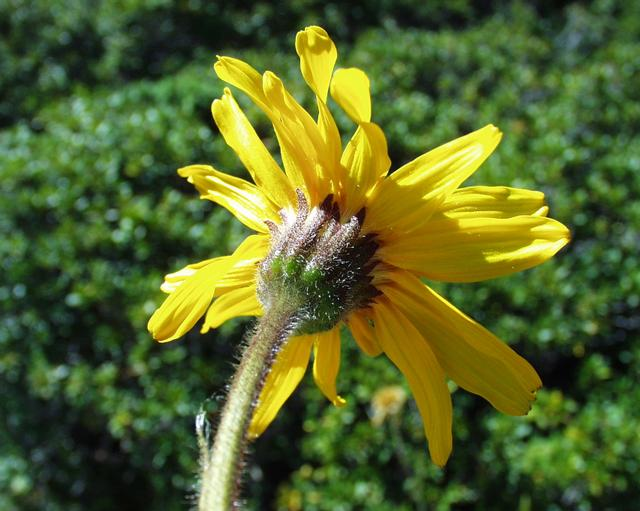
Capitule.

L'est du Revermont comporte lui aussi de nombreux chemins de randonnée et sites remarquables, mais plus confidentiels, comme le Menhir de Pierre Fiche, seul menhir connu de l'Ain ou la Chartreuse de Sélignac érigée en 1202. On peut également, avec beaucoup de chance, y croiser au détour d'un sentier le Lynx Boréal.

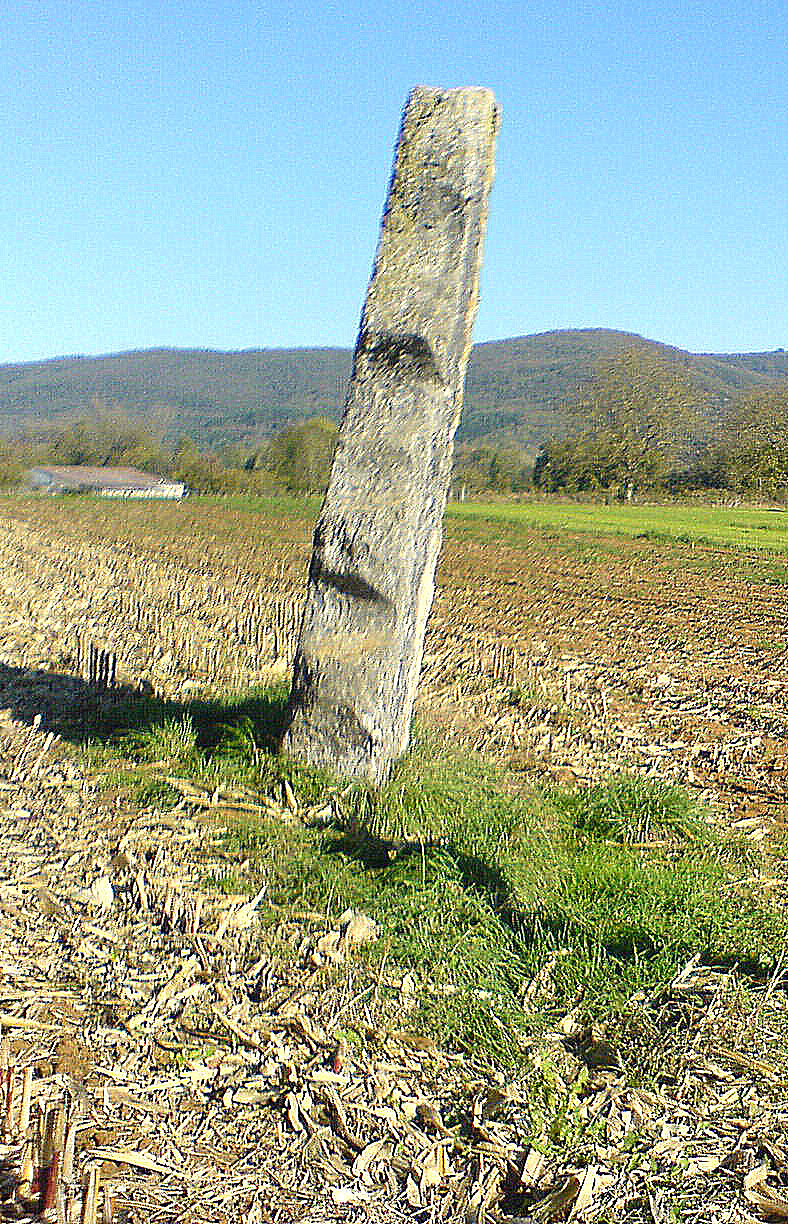
Menhir de Pierre Fiche
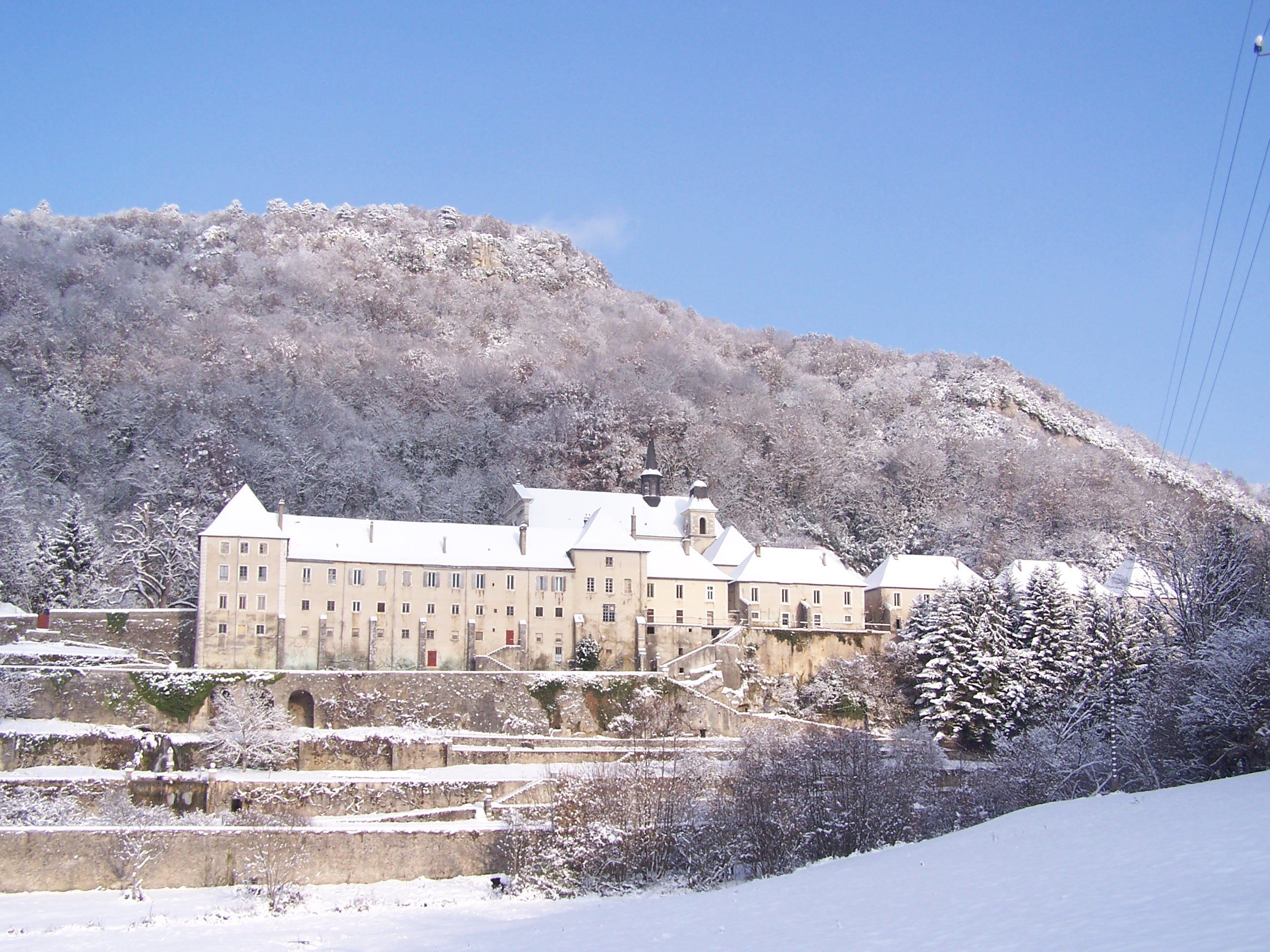
Chartreuse de Sélignac
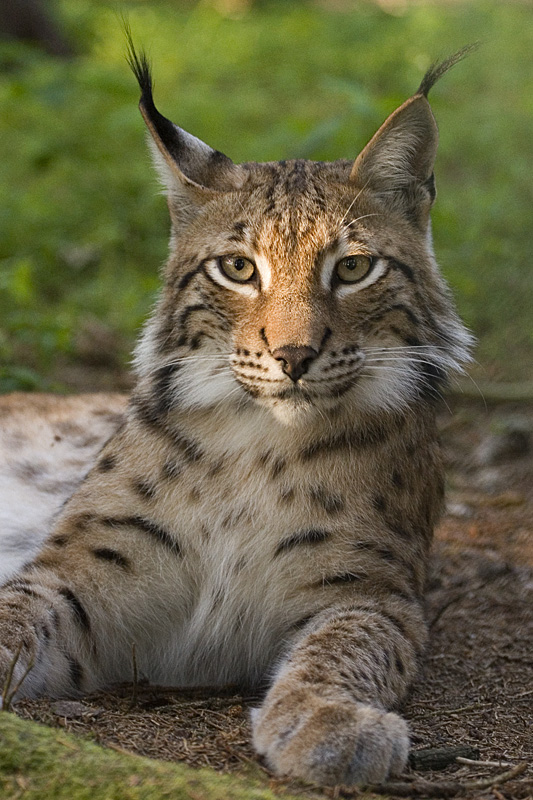
Lynx Boréal

## Le Revermont dans la littérature
Plusieurs écrivains sont venus s'installer dans la région, dont deux auteurs qui ont reçu le prix Goncourt en 1957 et 1968 : 
- Roger Vailland à Meillonnas où il a passé les dix dernières années de sa vie, où l'on peut voir sa maison dans le village et où il est enterré. Roger Vailland a écrit à Meillonnas quelques-unes de ses œuvres les plus importantes comme la Fête et La Truite dont l'action se passe en partie dans la région, ou L'Éloge du cardinal de Bernis. En 2007, lors de son centenaire, plusieurs manifestations se sont tenues dans le département, dans les lieux où il a vécu et, dans ce cadre, la décision a été prise de créer un sentier Roger Vailland pour commémorer son parcours. Parmi les noms qu'il a donnés à ses personnages, on peut y reconnaître plusieurs emprunts aux noms des communes du Revermont, comme Verjon, nom d'un personnages de La Truite, et Courmangoux nom de jeune fille de La Truite ou dans un autre de ses romans La Fête, dans lequel Philippe Legrand, commandant en second d'un navire, a une aventure avec une passagère qui se nomme Jeanne Treffort.

- Bernard Clavel, natif de Lons-le-Saunier qui, après avoir longtemps voyagé, est revenu s'installer à la Courbatière, un hameau de la commune de Courmangoux. Il a en particulier écrit le cycle de La Grande Patience, cycle romanesque en 4 volumes qui se passe dans la région et dont le dernier vaut à Bernard Clavel le prix Goncourt en 1968 pour Les fruits de l'hiver.

- D'autres écrivains se réclament aussi du Revermont comme le poète Jean-Claude Pirotte qui publie un recueil intitulé Revermont[8].